# سون جیاجون
سون جیاجون (انگلیسی: Sun Jiajun؛ زادهٔ ۱ اوت ۲۰۰۰) شناگر اهل چین است.
وی در مسابقات کشوری و بین‌المللی در مجموع برندهٔ ۴ مدال طلا، ۴ مدال نقره، ۱ مدال برنز شده است.